# Ammophila novita
Ammophila novita är en biart som först beskrevs av Fernald 1934.  Ammophila novita ingår i släktet Ammophila och familjen grävsteklar. Inga underarter finns listade i Catalogue of Life.